# Ash Flat
Ash Flat é uma cidade localizada no estado americano de Arkansas, no Condado de Fulton e Condado de Sharp.

## Demografia
Segundo o censo americano de 2000, a sua população era de 977 habitantes. 
Em 2006, foi estimada uma população de 1038, um aumento de 61 (6.2%).

## Geografia
De acordo com o United States Census Bureau, a localidade tem uma área de 14,4 km², sem área coberta por água. Ash Flat localiza-se a aproximadamente 178 m acima do nível do mar.

## Localidades na vizinhança
O diagrama seguinte representa as localidades num raio de 24 km ao redor de Ash Flat. 